# Le Point
Le Point (рус. «Точка») — французский еженедельный политический и новостной журнал, издающийся в Париже, Франция.

## История издания
Le Point был основан в сентябре 1972 года группой журналистов, которые за год до этого покинули издание L’Express, на тот момент принадлежащую Жан-Жаку Серван-Шрайберу (депутату Радикальной партии).
Головной офис управляющей компании компания Le Point под названием Société d’exploitation de l’hebdomadaire Le Point (SEBDO Le Point) расположен в 14-м округе Париже. Основатели поставили читательский запрос во главу угла Le Point, который выходит в печать каждый четверг от Le Point Communication.
После довольно трудного старта в сентябре 1972 года журнал быстро стал конкурентом «L’Express». Редакция нашла финансирование весной 1972 года в лице Hachette, тогда руководимого Клодом Имбером. Менеджмент менялся несколько раз. Gaumont cinema купила журнал в 1981 году. В 1997 году журнал был приобретен его нынешним владельцем Artémis, французской инвестиционной группой, основанной и принадлежащей бизнесмену-миллиардеру Франсуа Пино . В 2001 году изменился логотип и макет Le Point . Журнал во многом похож на Time и «Newsweek».
Le Point придерживается консервативных и правоцентристских взглядов, не будучи при этом политически аффилирован. Он также публикует список репутаций компаний — Baromètre d’Image des Grandes Entreprises.
Знаменитые цитаты из журнала:
1. Резонанс преувеличен.
2. Не Франция, а её правители – вот кто сел в калошу!
3. Для политиков действуют другие правила.
4. Восточная Европа: повод для надежды.

## Тираж
Le Point - 336,000 экземпляров в 1981 году., 311,000 копий в 1987 году и 320 000 экземпляров в 1988 году.
В 2001 году Le Point имел тираж 303,000 копии, в период 2007—2008 годов — 419,000 копий, в 2009 году тираж журнала был 435,000 копий. Его тираж в 2011 году был 428,114 копий. В 2013 году тираж журнала — 417,062 копий.